# Tenuirachnius
Tenuirachnius is een geslacht van uitgestorven zee-egels uit de klasse van de Echinoidea. Exemplaren van dit geslacht zijn slechts als fossiel bekend.

## Soort
- Tenuirachnius tenuis (Kew, 1920) †